# San José de Macomitas
San José de Macomitas o Macomitas es una localidad argentina ubicada en el Departamento Burruyacú de la Provincia de Tucumán. Se encuentra ubicada sobre la Ruta Provincial 304, que la vincula al noroeste con Villa Burruyacú y al sur con San Miguel de Tucumán.
Cuenta con una escuela y un centro de salud. En el lugar se producían las mejores carretas del país en la época colonial. Se destaca la producción de caña de azúcar.

## Población
Cuenta con 481 habitantes (Indec, 2010), lo que representa un descenso del 10% frente a los 535 habitantes (Indec, 2001) del censo anterior.